# Tressé
Tressé foi uma comuna francesa na região administrativa da Bretanha, no departamento Ille-et-Vilaine. Estendia-se por uma área de 5,24 km². Em 2010 a comuna tinha 340 habitantes (densidade: 64,9 hab./km²).
Em 1 de janeiro de 2019, passou a formar parte da nova comuna de Mesnil-Roc'h.